# Комор-Зачрецький
46°06′ пн. ш. 15°56′ сх. д. / 46.10° пн. ш. 15.93° сх. д.
Комор-Зачрецький (хорв. Komor Začretski) — населений пункт у Хорватії, у Крапинсько-Загорській жупанії у складі громади Светий-Криж-Зачретє.

## Населення
Населення за даними перепису 2011 року становило 157 осіб.
Динаміка чисельності населення поселення:

## Клімат
Середня річна температура становить 9,96 °C, середня максимальна – 23,90 °C, а середня мінімальна – -6,32 °C. Середня річна кількість опадів – 1016 мм.
| Клімат поселення                              | Клімат поселення | Клімат поселення | Клімат поселення | Клімат поселення | Клімат поселення | Клімат поселення | Клімат поселення | Клімат поселення | Клімат поселення | Клімат поселення | Клімат поселення | Клімат поселення | Клімат поселення |
| Показник                                      | Січ.             | Лют.             | Бер.             | Квіт.            | Трав.            | Черв.            | Лип.             | Серп.            | Вер.             | Жовт.            | Лист.            | Груд.            |                  |
| Середній максимум, °C                         | 5,50             | 7,57             | 11,74            | 16,08            | 20,94            | 23,90            | 23,34            | 22,86            | 18,90            | 13,87            | 8,18             | 4,59             |                  |
| Середня температура, °C                       | −0,42            | 1,66             | 5,83             | 10,19            | 15,04            | 18,00            | 19,61            | 19,11            | 15,15            | 10,11            | 4,44             | 0,86             |                  |
| Середній мінімум, °C                          | −6,32            | −4,24            | −0,07            | 4,28             | 9,13             | 12,09            | 15,86            | 15,37            | 11,40            | 6,35             | 0,68             | −2,89            |                  |
| Норма опадів, мм                              | 50               | 53               | 70               | 76               | 88               | 117              | 98               | 99               | 98               | 98               | 97               | 72               |                  |
| Середньомісячна швидкість вітру, м/с          | 1.75             | 1.95             | 2.31             | 2.30             | 2.15             | 1.92             | 1.89             | 1.70             | 1.70             | 1.74             | 1.84             | 1.82             |                  |
| Середньомісячна сонячна радіація, кДж/м²·день | 4079             | 6819             | 10459            | 14800            | 18791            | 20614            | 21530            | 18589            | 13791            | 8611             | 4528             | 3241             |                  |
| --------------------------------------------- | ---------------- | ---------------- | ---------------- | ---------------- | ---------------- | ---------------- | ---------------- | ---------------- | ---------------- | ---------------- | ---------------- | ---------------- | ---------------- |
| Джерело:                                      |                  |                  |                  |                  |                  |                  |                  |                  |                  |                  |                  |                  |                  |